# 宮崎市立生目台東小学校
宮崎市立生目台東小学校（みやざきしりつ いきめだいひがししょうがっこう）は、宮崎県宮崎市生目台東四丁目にある公立の小学校。

## 概要
歴史
1987年（昭和62年）に創立。2022年（令和4年）に創立35周年を迎えた。
校章
開校年の1987年（昭和62年）に制定。当時の教頭によるデザインで、中央に校名の一部である「台東」の文字（縦書き）を配していた。
校歌
開校翌年の1988年（昭和63年）に制定。作詞・作曲ともに1987年（昭和62年）度の在職職員一同による。歌詞は3番まであり、各番の歌詞中に校名の「台東」が登場する。
学校の木
学校の木はヤマモモ。1990年（平成2年）に制定。
通学区域
- 宮崎市のうち「生目台東一～五丁目、生目台西一～五丁目」。
- 中学校区は宮崎市立生目台中学校[1]。

## 沿革
- 1987年（昭和62年）
  - 4月1日 - 「宮崎市立生目台東小学校」（現校名）が開校。当初の児童数は252（入学生を含む）。
  - 5月2日 - PTAが発足。
  - 5月27日 - スクールカラーを緑色（もえぎ色）に決定。
  - 6月16日 - 開校記念式典を挙行。6月16日を開校記念日とする。
  - 7月 - プールが完成。
  - 9月11日 - 校章を制定。（図案は当時の教頭による）
- 1988年（昭和63年）1月23日 - 校歌を制定。
- 1990年（平成2年）
  - 3月 - 学校の木として「ヤマモモ」の木を指定。
  - 9月 - 学校購買部を新設開店。
- 1992年（平成4年）4月 - 児童数が1,000を超える（1,132名、31学級）。
- 1993年（平成5年）4月 - 児童数が最大の1,263（34学級）を記録。
- 1994年（平成6年）4月1日 - 宮崎市立生目台西小学校を分離。分離後の児童数は942（29学級）。
- 2003年（平成15年）4月1日 - 試験的に2学期制を導入。
- 2004年（平成16年）4月1日 - 2学期制を本格導入。
- 2006年（平成18年）3月 - プールを増築。
- 2016年（平成28年）11月20日 - 創立30周年記念式典を挙行。
- 2024年（令和6年）4月 - 児童数168（8学級）。
- 2025年（令和7年）4月1日 - 宮崎市立生目台西小学校を統合。2025年（令和7年）度の児童数は304（14学級）。
- 2026年（令和8年）4月1日 - 宮崎市立生目台中学校とともに、施設隣接型の小中一貫教育を開始（予定）[2]。

## 交通アクセス
最寄りの鉄道駅
- JR九州 日豊本線 「南宮崎駅」

最寄りのバス停留所
- 宮崎交通バス（宮交バス）「生目台東二丁目」バス停下車

最寄りの幹線道路
- 宮崎県道9号宮崎西環状線

## 周辺
- 宮崎市立生目台中学校
- 生目台幼稚園
- 宮崎生目台郵便局
- 宮崎銀行生目台出張所
- 旧・宮崎市立生目台西小学校